# Apple og Onion
Apple og Onion (engelsk originaltitel: Apple & Onion) er en amerikansk tv-serie skabt af George Gendi til Cartoon Network. Serien er produceret af Cartoon Network Studios og udkom den 23. februar 2018 og sluttede den 7. maj 2021.

## Afsnit
| Sæson | Sæson       | Sæson       | Afsnit      | Oprindelig sendt | Oprindelig sendt |
| Sæson | Sæson       | Sæson       | Afsnit      | Start            | Slut             |
| ----- | ----------- | ----------- | ----------- | ---------------- | ---------------- |
|       | Pilotafsnit | Pilotafsnit | Pilotafsnit | 14. maj 2016     | 14. maj 2016     |
|       | 1           | 40          | 10          |                  |                  |
| 30    | 1           | 40          |             |                  |                  |
|       | 2           | 36          | 36          |                  |                  |
|       | Kortfilm    | 8           | 8           |                  |                  |